# Гридин, Георгий Степанович
Георгий Степанович Гридин — советский хозяйственный и государственный деятель, Герой Социалистического Труда.

## Биография
Родился в 1912 году в селе Гусарка. Член КПСС.
Окончил Сталинский горный техникум.
В 1933—1941 — помощник начальника участка, начальник участка, помощник главного инженера на первых шахтах № 18, № 1-наклонная, № 19 Карагандинского угольного бассейна.
В 1941—1945 — начальник участка, главный инженер шахты № 31.
В 1945—1953 — начальник технической службы треста «Ленинуголь».
В 1953—1956 — управляющий трестом «Карагандауглеразрез».
В 1956—1970 — управляющий трестом «Иртышуголь»
В 1970—1976 — начальник комбината/генеральный директор ПО «Экибастузуголь» Министерства угольной промышленности СССР.
После 1976 года — директор Экибастузского горного техникума.
Указом Президиума Верховного Совета СССР от 29 июня 1966 года присвоено звание Героя Социалистического Труда с вручением ордена Ленина и золотой медали «Серп и Молот».
Делегат XXIII съезда КПСС.
Умер в 1981 году в Экибастузе.

## Награды и звания
- Герой Социалистического Труда (29.06.1966)
- Орден Ленина (26.04.1957; 29.06.1966)
- Орден Трудового Красного Знамени (29.08.1953; 30.03.1971)